# Josefov (Morávia do Sul)
Josefov é uma comuna checa localizada na região de Morávia do Sul, distrito de Hodonín.